# Deutsche Gesellschaft für Physische Anthropologie
Die Deutsche Gesellschaft für Physische Anthropologie wurde am 3. August 1925 unter dem Vorsitz des deutschen „Rassenforschers“ und späteren Nationalsozialisten Eugen Fischer gegründet. Ab 1937 hieß sie Deutsche Gesellschaft für Rassenforschung und bestand bis 1945.

## Geschichte bis 1945
Die Gesellschaft war die Vereinigung der deutschen naturwissenschaftlich ausgerichteten Anthropologen. Sie verließen damit den Verbandszusammenhang mit den anderen Fächern in der Deutschen Gesellschaft für Anthropologie, Ethnologie und Urgeschichte. Die erste Tagung fand am 13./14. April 1926 in Freiburg i. B. statt. Sie gab die Zeitschrift „Anthropologischer Anzeiger“ heraus und publizierte in der Regel jährlich die Verhandlungen der Gesellschaft für Physische Anthropologie. Die Inhalte bereiteten die Nationalsozialistische Rassenhygiene vor. Die Umbenennung von 1937 geschah auf Anregung von Eugen Fischer und des Vorsitzenden Otto Reche, aber gegen den Widerstand Egon von Eickstedts. Josef Mengele besuchte die Tagungen als Mitglied ab 1937.

## Nach 1945
Die Nachfolgeorganisation ab 1948 war die von Eickstedt (Universität Mainz) in Weinheim gegründete Deutsche Gesellschaft für Anthropologie (Zweiter Vorsitzender war 1949 Günther Just), ab 1965 Gesellschaft für Anthropologie und Humangenetik. Als Vorsitzender amtierte bis 1958 Wilhelm Gieseler, der auch schon von 1937 bis 1945 die „Gesellschaft für Rassenforschung“ geleitet hatte. Er gab auch wieder den Anthropologischen Anzeiger heraus. Im Jahr 1961 fand unter Vorsitz von Wilhelm Gieseler die 7. Tagung der Deutschen Gesellschaft für Anthropologie in Tübingen statt, zu deren Teilnehmern der Humangenetiker Heinrich von Oepen und ehemalige Rassenbiologen wie Sophia Ehrhardt, Otmar von Verschuer, Heinrich Schade, Ilse Schwidetzky und Lothar Loeffler gehörten.
Nach einjähriger Vorbereitungszeit wurde 1992 als gemeinsame Nachfolgegesellschaft der inzwischen aufgelösten „Deutschen Anthropologischen Gesellschaft“ (ehem. DDR) und der Gesellschaft für Anthropologie und Humangenetik in den alten Bundesländern die Gesellschaft für Anthropologie e.V. gegründet. Sie versteht sich als Vertretung aller Anthropologen und Humanbiologen im deutschsprachigen Raum.